# Digital ICE

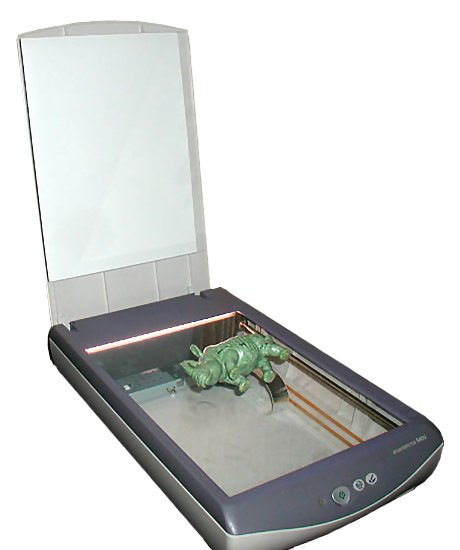
Stolní scanner

Digital ICE (Digital Image Correction and Enhancement – digitální vylepšení a opravy obrazu) je sada technologií pro získání lepšího obrazu z filmových předloh. Konkrétně zkratka Digital ICE je označení technologie, vyvinuté firmou Kodak pro digitalizaci fotografických filmů. Při skenování průhledných předloh se využívá kromě běžných tří barevných kanálů ještě infračervené prosvětlení, které umožní odhalit prach a povrchové vady předloh.
Technologií Digital Ice byly zpočátku vybaveny filmové skenery firmy Kodak, později Nikon. V současnosti je jí vybavena řada skenerů různých výrobců.
Nevýhodou technologie je to, že není použitelná pro opravy klasických černobílých filmů. Stříbro jejich emulze se chová podobně jako prach na barevných filmech a použitím ICE vznikají v obraze ošklivé artefakty. Technologie je ale použitelná pro ty černobílé negativy, které využívají proces C-41 a jsou tedy strukturou shodné s barevnými filmy.
Obdobnou technologii nabízí v současnosti také firma LaserSoft Imaging pod obchodním názvem iSRD (zkratka infrared Smart Removal of Defects) v některých verzích svého skenovacího software SilverFast.